# Si faran... canzone
Si faran... canzone è un album di Loretta Goggi, pubblicato nel 1991 per l'etichetta Fonit Cetra.

## Descrizione
Dopo la grande consacrazione di Loretta Goggi come uno dei personaggi femminili di punta della RAI negli anni ottanta, che la vede protagonista in programmi di successo quali il Loretta Goggi in quiz, il Festival di Sanremo, Il bello della diretta, Canzonissime e Ieri, Goggi e Domani, la cantante prosegue il suo nuovo corso musicale dopo aver firmato un contratto quinquennale con la casa discografica Fonit Cetra, all'epoca di proprietà della televisione di stato, per la realizzazione di cinque album, avvalendosi di Mario Lavezzi come nuovo produttore..
Nel 1989 dopo l'esperienza non esaltante in termini di ascolti della trasmissione Via Teulada 66, condotta da Loretta per il mezzogiorno di Raiuno, la cantante decide di prendersi due anni di pausa dalla televisione, tornando in video solo nel 1991 su Telemontecarlo, dove conduce un talk show in seconda serata dal titolo Festa di compleanno.
Tra le nove canzoni dell'album, si ricordano Storie all'italiana, Temporale, Si faran...canzone, scritta da Giorgio Conte (che dà il titolo all'album), e Come amano le donne del cantautore Alessandro Bono.
Il brano Ripassi domani è una cover, incisa per la prima volta da Amanda Lear nell'album Uomini più uomini del 1989.

## Promozione e successo commerciale
Tutte le canzoni sono state presentate nel programma condotto dalla Goggi su Telemontecarlo Festa di compleanno. Nessun singolo è stato estratto dall'album e si tratta a tutt'oggi dell'ultimo di inediti inciso dalla cantante, se si escludono le due colonne sonore successive tratte dai suoi musical teatrali.

## Edizioni
L'album è stato pubblicato dalla Fonit Cetra con numero di catalogo LPX280 in LP, MC e CD, concludendo il contratto quinquennale della cantante con l'etichetta.
Il disco è stato ristampato nel 2010 nella collana Original Album Series edita dalla Rhino Records per la Warner Fonit.

## Tracce
1. Storie all'italiana – 3:42 (testo: Oscar Avogadro – musica: Mario Lavezzi)
2. Resto da sola – 3:48 (testo: Cheope – musica: Alessandro Bono)
3. Terrazza sopra il mare – 3:39 (testo: Oscar Avogadro – musica: Oscar Prudente)
4. Susina blue – 3:30 (testo: Oscar Avogadro – musica: Oscar Prudente)
5. Si faran... canzone – 3:12 (Giorgio Conte)
6. Come amano le donne – 4:25 (Alessandro Bono)
7. Il grande potere – 3:48 (testo: Mogol – musica: Mario Lavezzi)
8. Temporale – 3:48 (testo: Franco Manzoni – musica: Oscar Prudente)
9. Ripassi domani – 3:44 (testo: Vito Pallavicini, Willy Molco – musica: Giorgio Conte) – Canzone già interpretata da Amanda Lear e inserita nell'album Uomini più uomini del 1989.

## Formazione
- Loretta Goggi – voce
- Charlie Cinelli – basso
- Alfredo Golino – batteria
- Piero Ponzo – tastiera
- Mario Lavezzi – chitarra
- Emanuele Ruffinengo – tastiera
- Giulia Fasolino, Elena Roggero – cori